# Aus heiterem Himmel (1991)
Aus heiterem Himmel ist ein Schweizer Spielfilm des Schweizer Regisseurs Felix Tissi aus dem Jahr 1991.

## Handlung (Zusammenfassung)
Die Schweizer Produktion schildert episodenhaft und lose miteinander verbunden die Schicksale von fünf in der Schweiz, im übertragenen Sinn im Exil oder als Träumer lebenden Menschen, die aus heiterem Himmel wichtige Einblicke in ihr eigenes und das Leben der mit ihnen eng verbundenen Menschen erleben:
- Özgür, ein in Bern lebender Busfahrer, liebt die geregelte Ordnung seiner Arbeit. Für seine in der Türkei verbliebene Familie dokumentiert er mit einer Videokamera sein „gutes Leben“ in der Schweiz, ohne zu erwähnen, wie sehr er seine Frau und Kinder vermisst und dass er sich ohne Freunde isoliert fühlt.
- Chäschpu hat als Berufsfotograf „im entscheidenden Moment“ kein Foto gemacht, verliert seine Stelle und verfällt seines beruflich geschulten Auges wegen wiederholt falschen Vorstellungen und Annahmen.
- Lucy, eine lesebegeisterte Krankenschwester, muss sich Nacht für Nacht mit viel Einfallsreichtum daran hindern, schlafwandelnd auf das Fensterbrett ihrer Wohnung in der zehnten Etage zu steigen, um davonzufliegen.
- Auch die siebzehnjährige Tina, die mit ihrem Vater auf dem Land lebt und immer wieder von zu Hause ausrückt, möchte dorthin davonschweben wo das wahre Leben stattfindet.
- Und Graszena, „Serviertochter“ in einer „Beiz“ in einem Vorort von Bern sehnt sich nach Liebe, die sie trotz ihres angenehmen Wesens und attraktiven Äussern in diesem Umfeld nicht finden wird und daher „nimmt was sie bekommen kann“.

Die fünf Hauptfiguren im Film begegnen sich wiederholt, meist aus reinem Zufall, ohne sich zu kennen und zu wissen, dass dieser Moment Auswirkungen auf ihre Zukunft haben könnte, und dass der Flügelschlag eines Schmetterlings einen Orkan auslösen kann, oder auch nicht.

## Kritiken
„Nochmal fünf Alltagsepisoden des Schweizers Felix Tissi, die unmerklich so miteinander verflochten werden, dass unversehens eine prägnante Beschreibung der Lebensumstände nicht nur in der Schweiz entsteht – dem Perlenglanz solcher Fundstücke hatten die Deutschen bestenfalls Strass–Glitzern entgegenzusetzen.“

„Besser als in ‚Aus heiterem Himmel‘ ist die Berner Szene noch nicht formuliert worden. Tissi hat eine bemerkenswerte Fähigkeit zur Erfindung von clownesken Figuren. Ein Dutzend stehen nun schon da in drei Filmen, deren Verbindlichkeit trotz des scheinbar unverbindlichen Tons auffällt. Unterschätzen kann man ihn nun wirklich nicht mehr.“

„Felix Tissi misstraut den dramaturgischen Kurven, die eine Geschichte gemäss Schulbuch nehmen soll. Denn das Leben ist in seiner Abfolge, in seinen Wendungen anders gebaut als die über Jahrzehnte gewachsenen dramaturgischen Klischees, mit denen so viele Kinofilme unsere Sehgewohnheiten bauchpinseln. Wie schrieb doch Robert Bresson: ‚Die Intrige ist ein Trick der Romanciers.‘ Felix Tissi durchbricht die Tricks der ausgetretenen Dramaturgien, um die Mechanik des Lebens sichtbar zu machen. Den beiden Autoren Felix Tissi und Dieter Fahrer ist zusammen mit Felix Singer, der für die feingliedrige, detaillierte Tonspur verantwortlich zeichnet, ein Film geglückt, der das übliche Kinoerlebnis sprengt.“

„Wie schön Sprödigkeit sein kann, zeigen uns Felix Tissi und Dieter Fahrer in ‚Aus heiterem Himmel‘. Der Film hat durch pointenreiche Dialoge und die feine Zeichnung seiner Figuren die Melancholie und Tragikomik eines Mani Matter–Liedes. Dazu kommt eine Dramaturgie des Zufalls, die Tissi dem Leben selbst abgeschaut hat.“

## Hintergrund
Produziert wurde der Film für das Schweizer Fernsehen in Bern; seine Premiere feierte Aus heiterem Himmel am 15. Juni 1992.